# Атмор (Алабама)
Атмор (енгл. Atmore) град је у америчкој савезној држави Алабама. По попису становништва из 2010. у њему је живело 10.194 становника.

## Демографија
Према попису становништва из 2010. у граду је живело 10.194 становника, што је 2.518 (32,8%) становника више него 2000. године.
| Група             | 2000.         | 2010.         |
| Белци             | 3.780 (49,2%) | 4.007 (39,3%) |
| Афроамериканци    | 3.555 (46,3%) | 5.672 (55,6%) |
| Азијати           | 36 (0,5%)     | 30 (0,3%)     |
| Хиспаноамериканци | 56 (0,7%)     | 185 (1,8%)    |
| Укупно            | 7.676         | 10.194        |